# 郭紹鸞
郭紹鸞（16世紀—16世紀），字瀛川，廣東廣州府香山縣仁厚坊人，明朝政治人物。

## 生平
郭紹鸞童年進入縣學已經有文名，嘉靖四十年（1561年）中舉人第四十八名，四十四年（1565年）會試中副榜，授岑溪教諭，改任國子監學錄，調官兵部司務，所得俸祿都拿來置屋建立宗祠，又捐出個人田牛作為祭田，獲宗族稱譽。
其子郭尚敬，萬曆十六年（1588年）舉人，海陽縣教諭、沙縣知縣。

## 引用
1. 1 2  道光《香山縣志·卷六·人物列傳》：郭紹鸞，字瀛川，髫年遊邑庠有文名，嘉靖辛酉舉於鄉，丁丑會試副榜，任岑溪學教諭，轉國學。歷兵部司務，所得俸悉以置屋為宗祠，復捐己田之牛為祭田，宗族稱之。子尚敬字吉吾，稟性謙謹，內行修飭，萬歷戊子舉於鄉，初任海陽教諭，陞沙縣知縣，愛民造士，邑頌循良。丁憂解組家居，杜絕私謁，以文章自娛，著《尚書約註》，學者宗之。邑人欲遷學宮，難其貴重，尚敬首捐貲倡事，卒祀鄉賢
2. ↑  道光《香山縣志·卷五·選舉》：鄉舉 明……嘉靖四十年辛酉科……郭紹鸞 四十八名，仁厚坊人，字瀛川，兵部司務，有傳
3. ↑  《香山縣鄉土志·卷四》：郭紹鸞，字瀛川。嘉靖辛酉舉於鄉；乙丑會試副榜。任岑溪學教諭，轉國學、歷兵部司務。所得俸置屋為宗司，複捐己田之半為祭田。子尚敬，字吉吾，萬歷戊子舉於鄉。初任海陽教諭，升沙縣知縣。愛民造士，稱為循良。解組還，杜絕私謁。邑人欲遷學，以費重難之，尚敬捐貲為倡。著《尚書約注》，學者宗之。俱祀鄉賢。